# 苏密城
苏密城位于中国吉林省桦甸市东，为渤海国长岭府治所遗址。

## 布局
遗址呈回字形，坐南朝北。城垣版筑，分内外二城，外城高4米，宽2-3米，周长2590米，设四门，建瓮城，城外有护城河。内城高3-4米，周长1399米，东、西各辟一门。